# 9 juillet en sport
9 juin 9 août
Chronologies thématiques
- Croisades
- Ferroviaires
- Disney

Le 9 juillet (190e jour de l'année ou 191e en cas d'année bissextile) en sport.

## Événements

### XIXesiècle
- 1867 :
  - (Football) : fondation du club écossais de football Queen's Park Football Club basé à Glasgow.
- 1877 :
  - (Tennis /Grand Chelem) : début de la première édition du Tournoi de Wimbledon qui se déroule jusqu'au 19 juillet 1877.
- 1888 :
  - (Tennis /Grand Chelem) : début de la 12e édition du Tournoi de Wimbledon qui se déroule jusqu'au 16 juillet 1888.

### XXesièclede1901à1950
- 1909 :
  - (Cyclisme sur route) : départ du Tour de France.
- 1922 :
  - (Natation) : Johnny Weissmuller bat le record du monde du 100 m nage libre en 58,6 secondes, devenant le premier nageur à mettre moins d'une minute pour parcourir cette distance.
- 1933 :
  - (Sport automobile) : Grand Prix automobile de Belgique.
- 1939 :
  - (Sport automobile) : Grand Prix automobile de France.

### XXesièclede1951à2000
- 1989 :
  - (Formule 1) : Grand Prix automobile de France.

### XXIesiècle
- 2001 :
  - (Football) : le footballeur international français Zinédine Zidane est transféré de la Juventus au Real Madrid pour près de 500 millions de francs (75 millions d'euros). Il fait toujours partie, en 2018, des 20 plus gros transferts jamais réalisé dans l'histoire du football.
- 2006 :
  - (Football) : la France perd aux tirs au but ((5-3) face à l'Italie en finale de la Coupe du monde de football 2006 après avoir tenu le match nul (1-1) tout le match et l'échec dans les tirs au but de David Trezeguet. Zinédine Zidane, dont c'était le dernier match a pris pour l'occasion un carton rouge après un coup de tête sur Marco Materazzi.
  - (Tennis) : le Suisse Roger Federer remporte pour la quatrième fois consécutive le Tournoi de Wimbledon.
- 2015 :
  - (Cyclisme sur route /Tour de France) : 6e étape du Tour de France, le Tchèque Zdeněk Štybar s'impose au sprint. Tony Martin conserve le maillot jaune, mais quitte l'épreuve à cause d'une blessure due à une chute.
- 2016 :
  - (Athlétisme /Championnats d'Europe) : sur la 4e journée, chez les hommes, sur le 1 500 m, victoire du Norvégien Filip Ingebrigtsen, sur le 110 m haies, victoire du Français Dimitri Bascou, sur le triple-saut, victoire de l'Allemand Max Heß puis sur le lancer de disque, victoire du Polonais Piotr Małachowski. Chez les femmes, sur le 800 m, victoire de l'Ukrainienne Nataliya Pryshchepa, sur le 5 000 m, victoire de la Turque Yasemin Can, au saut à la perche, victoire de la Grecque Ekateríni Stefanídi, au lancer de javelot, victoire de la Biélorusse Tatsiana Khaladovich et sur l'heptathlon, victoire de la Néerlandaise Anouk Vetter.
  - (Cyclisme sur route /Tour de France) : sur la 8e étape du Tour de France 2016, victoire du Britannique Christopher Froome qui s'empare du maillot jaune, il devance l'Irlandais Daniel Martin et l'Espagnol Joaquim Rodríguez.
  - (Tennis /Tournoi du Grand Chelem) : Serena Williams remporte son 7e Wimbledon en dominant l'Allemande Angelique Kerber (7-5, 6-3). La numéro 1 mondiale égale les vingt-deux sacres en Grand Chelem de l'Allemande Steffi Graf. Pierre-Hugues Herbert et Nicolas Mahut remportent la finale du double messieurs face à une autre paire 100 % française, Julien Benneteau et Édouard Roger-Vasselin, en trois manches [6-4, 7-6 (7/1), 6-3]. Chez les dames, après avoir décroché son 22e titre, Serena Williams remporte son 14e titre en double avec sa sœur Venus. Il s’agit de leur 6e succès à Wimbledon. Elles dominent la paire Tímea Babos et Yaroslava Shvedova en deux sets (6-3, 6-4).
- 2017 :
  - (Cyclisme sur route /Tour de France) : sur la 9e étape du Tour de France 2017 qui relie Nantua à Chambéry, victoire du Colombien Rigoberto Urán qui devance le Français Warren Barguil et le Britannique Christopher Froome qui conserve le maillot jaune.
  - (Compétition automobile /Formule 1) : au Grand Prix automobile d'Autriche qui se dispute sur le Circuit de Spielberg, victoire du Finlandais Valtteri Bottas qui devance l'Allemand Sebastian Vettel et l'Australien Daniel Ricciardo complète le podium. Sebastian Vettel conforte sa 1re place au général.
- 2018 :
  - (Cyclisme sur route /Tour de France) : sur la 3e étape du Tour de France 2018 qui déroule à et autour de Cholet, sous la forme d'un contre-la-montre par équipes, et sur une distance de 35 kilomètres, victoire de l'équipe BMC Racing. Le Belge Greg Van Avermaet s'empare du maillot jaune.
- 2021 :
  - (Cyclisme sur route /Tour de France) : sur la 13e étape du Tour de France qui se déroule entre Nîmes et Carcassonne, sur une distance de 219,9 kilomètres, victoire du Britannique Mark Cavendish au sprint. C'est sa 34e victoire d'étapes sur la Grande Boucle et il devient le détenteur du plus grand nombre de victoires d'étapes sur le Tour de France, à égalité avec Eddy Merckx[1].  Le Slovène Tadej Pogačar conserve le maillot jaune.
- 2023 :
  - (Cyclisme sur route /Tour de France) : sur la 9e étape du Tour de France qui se déroule entre Saint-Léonard-de-Noblat et le Puy de Dôme, sur une distance de 182,4 kilomètres, victoire du Canadien Michael Woods. Le Danois Jonas Vingegaard conserve le maillot jaune.
- 2024 :
  - (Cyclisme sur route /Tour de France) : sur la 10e étape du Tour de France qui se déroule après la journée de repos entre Orléans dans le Loiret et Saint-Amand-Montrond dans le Cher, sur une distance de 187,3 kilomètres, victoire au sprint du Belge Jasper Philipsen. Le Slovène Tadej Pogačar conserve le Maillot jaune[2].

## Naissances

### XIXesiècle
- 1857 :
  - Thomas Judson, joueur de rugby à XV gallois. (2 sélections en équipe nationale). († 4 septembre 1908).
- 1881 :
  - Arvid Andersson, tireur à la corde suédois. Champion olympique aux Jeux de Stockholm 1912. († 7 août 1956).
- 1885 :
  - Caius Welcker, footballeur néerlandais. Médaillé de bronze aux Jeux de Londres 1908. (17 sélections en équipe nationale). († 13 février 1939).
- 1889 :
  - Jan Kok, footballeur néerlandais. Médaillé de bronze aux Jeux de Londres 1908. (1 sélection en équipe nationale). († 2 décembre 1958).
- 1894 :
  - Nedo Nadi, fleurettiste, épéiste et sabreur italien. Champion olympique du fleuret individuel aux Jeux de Stockholm 1912 puis champion olympique du fleuret individuel et par équipes, du sabre en individuel et par équipes et de l'épée par équipes aux Jeux d'Anvers 1920. († 29 janvier 1940).
- 1896 :
  - Raoul de Rovin, pilote de courses automobile et de moto français. († 1er juillet 1949).

### XXesièclede1901à1950
- 1902 :
  - Ricardo Montero, cycliste sur route espagnol. († 19 décembre 1974).
- 1905 :
  - Clarence Campbell, dirigeant de hockey sur glace canadien. Président de la Ligue nationale de hockey de 1946 à 1977. († 24 juin 1984).
- 1920 :
  - Dick Thompson, pilote de courses automobile américain. († 14 septembre 2014).
- 1927 :
  - Red Kelly, hockeyeur sur glace puis entraîneur canadien. († 2 mai 2019).
- 1928 :
  - Federico Bahamontes, cycliste sur route espagnol. Vainqueur du Tour de France 1959. († 8 août 2022).
- 1936 :
  - André Pronovost, hockeyeur sur glace canadien.
- 1940 :
  - Jair da Costa, footballeur brésilien. Champion du monde de football 1962. Vainqueur des Coupe des clubs champions 1964 et 1965. (1 sélection en équipe nationale). († 26 avril 2025).
- 1941 :
  - Jan Lehane, joueuse de tennis australienne.
  - Hans-Gunnar Liljenwall, pentathlonien suédois.
- 1943 :
  - Sergei Diomidov, gymnaste soviétique puis russe. Médaillé d'argent par équipes aux Jeux de Tokyo 1964 puis d'argent par équipes et de bronze du saut de cheval aux Jeux de Mexico 1968. Champion du monde de gymnastique artistique des barres parallèles 1966. († 10 mars 2024).
- 1944 :
  - Jiří Holík, hockeyeur sur glace et ensuite entraîneur tchécoslovaque puis tchèque. Médaillé de bronze aux Jeux d'Innsbruck 1964 et aux Jeux de Sapporo 1972 ainsi que d'argent aux Jeux de Grenoble 1968 et aux Jeux d'Innsbruck 1976. Champion du monde de hockey sur glace 1972, 1976 et 1977. (319 sélections en équipe nationale).
- 1946 :
  - Dudley Wood, pilote de courses automobile britannique.
- 1947 :
  - O. J. Simpson, joueur américain de football américain américain. († 10 août 2024).
- 1950 :
  - Adriano Panatta, joueur de tennis italien. Vainqueur du tournoi de Roland-Garros 1976 et de la Coupe Davis 1976.

### XXesièclede1951à2000
- 1953 :
  - Nándor Fa, skipper hongrois.
- 1954 :
  - Théophile Abega, footballeur camerounais. Champion d'Afrique de football 1984. (16 sélections en équipe nationale). († 15 novembre 2012).
- 1955 :
  - Steve Coppell, footballeur puis entraîneur anglais. (42 sélections en équipe nationale).
- 1962 :
  - Brian Williams, joueur de rugby gallois. (5 sélections en équipe nationale). († 7 février 2007).
- 1964 :
  - Lalou Roucayrol, skipper français.
  - Gianluca Vialli, footballeur et entraîneur italien. Vainqueur de la Ligue des champions en 1996, de la Coupe d'Europe des vainqueurs de coupe 1990 et 1998 et de la Coupe UEFA 1993. (59 sélections en équipe nationale). († 6 janvier 2023).
  - Scott Verplank, golfeur américain.
- 1965 :
  - Richard Tsimba, joueur de rugby à XV rhodésien puis zimbabwéen. (5 sélections avec l'Équipe du Zimbabwe). († 30 avril 2000).
- 1968 :
  - Paolo Di Canio, footballeur italien. Vainqueur de la Coupe UEFA 1993.
- 1975 :
  - Květa Hrdličková, joueuse de tennis tchécoslovaque puis tchèque. Victorieuse de la Fed Cup 2011.
- 1976 :
  - Chrístos Haríssis basketteur grec.
- " Romuald Yernaux, entraîneur français de basket-ball.
- 1978 :
  - Kara Goucher, athlète de fond et demi-fond américaine.
  - Gulnara Samitova-Galkina, athlète de demi-fond et de steeple russe. Championne olympique du 3 000 m steeple aux Jeux de Pékin 2008.
- 1982 :
  - Boštjan Cesar, footballeur slovène. (97 sélections en équipe nationale).
  - Céline Dumerc, basketteuse française. Médaillée d'argent aux Jeux de Londres 2012. Championne d'Europe de basket-ball 2009, médaillée de bronze à l'Euro de basket-ball 2011 puis d'argent à l'Euro de basket-ball 2013, 2015 et 2017. (262 sélections en équipe de France).
  - Sakon Yamamoto, pilote de F1 japonais.
- 1984 :
  - Chris Campoli, hockeyeur sur glace canadien.
  - Olusoji Fasuba, athlète de sprint nigérian. Médaillé de bronze du relais 4 × 100 m aux Jeux d’Athènes 2004. Champion d'Afrique d'athlétisme du relais 4 × 100 m 2002, champion d'Afrique d'athlétisme du 100 m et du relais 4 × 100 m 2004 et 2006 et champion d'Afrique d'athlétisme du 100 m 2008.
- 1985 :
  - Aleksey Cheremisinov, fleurettiste russe. Champion olympique du fleuret par équipes aux Jeux de Rio 2016. Champion du monde d'escrime en individuel 2014. Champion d'Europe d'escrime en individuel 2012 et 2018 puis par équipes 2016.
  - Masashi Nishiyama, judoka japonais. Médaillé de bronze des moins de 90 kg aux Jeux de Londres 2012.
  - Ashley Young, footballeur anglais. (30 sélections en équipe nationale).
- 1987 :
  - Josephine Dörfler, volleyeuse allemande.
- 1988 :
  - Allen Durham, basketteur américain.
  - Jonathan Hoyaux, basketteur français.
- 1989 :
  - Ben Bassaw, athlète de sprint français. Médaillé de bronze du relais 4 × 100 m aux championnats d'Europe d'athlétisme 2014.
  - Ousmane Coulibaly, footballeur franco-malien. (25 sélections avec l'équipe du Mali).
- 1990 :
  - Gnonsiane Niombla, handballeuse française. Médaillée d'argent aux Jeux de Rio 2016. Championne du monde féminin de handball 2017. Médaillée de bronze à l'Euro de handball féminin 2016 et Championne d'Europe féminin de handball 2018. (108 sélections en équipe de France).
  - Fábio Pereira da Silva, footballeur brésilio-portugais. (2 sélections avec l'équipe du Brésil).
  - Rafael Pereira da Silva, footballeur brésilio-portugais. Médaillé d'argent aux Jeux de Londres 2012. (2 sélections avec l'équipe du Brésil).
- 1991 :
  - Astride N'Gouan, handballeuse française. Championne du monde féminin de handball 2017. Championne d'Europe féminin de handball 2018. (6 sélections en équipe de France).
- 1992 :
  - Lolita Ananasova, nageuse synchronisée ukrainienne. Championne d'Europe de natation synchronisée du combiné 2014 et du par équipes libre 2016.
  - Anthony Rech, hockeyeur sur glace français.
- 1993 :
  - Mitch Larkin, nageur australien. Médaillé d'argent du 200 m dos et de bronze du 4 × 100 m 4 nages aux Jeux de Rio 2016. Champion du monde de natation du 100 et 200 m dos 2015.
  - Léa Le Garrec, footballeuse française. (10 sélections en équipe de France).
  - Ruth Winder, cycliste sur piste et sur route américaine.
- 1994 :
  - Hugh Carthy, cycliste sur route britannique. Vainqueur du Tour de Corée 2014.
  - Jordan Mickey, basketteur américain.
- 1995 :
  - Ingvild Bakkerud, handballeuse norvégienne. (49 sélections en équipe nationale).
  - Sandro Ramírez, footballeur espagnol.
- 2000 :
  - Daphne Gautschi, handballeuse suisse. (16 sélections en équipe nationale).
  - Kliment Kolesnikov, nageur russe. Champion d'Europe de natation du 50 et 100 m dos puis du relais 4 × 100 m nage libre 2018 et 2020.

### XXIesiècle
- 2002 :
  - Anissa Belkasmi, footballeuse franco-marocaine. (5 sélections avec l'équipe du Maroc).
- 2003 :
  - Tobias Gulliksen, footballeur norvégien.
  - Mateo Lisica, footballeur croate.

## Décès

### XXesièclede1901à1950
- 1950 :
  - Silas Griffis, 66 ans, hockeyeur sur glace puis golfeur et joueur de baseball canadien. (° 22 septembre 1883).

### XXesièclede1951à2000
- 1951 :
  - Harry Heilmann, 56 ans, joueur de baseball américain. (° 3 août 1894).
- 1955 :
  - Don Beauman, 26 ans, pilote de F1 britannique. (° 26 juillet 1928).
- 1972 :
  - Zora Folley, 40 ans, boxeur américain. (° 27 mai 1932).
- 1978 :
  - Stere Adamache, 36 ans, footballeur roumain. (° 17 août 1941).
- 1994 :
  - Bill Mosienko, 72 ans, hockeyeur sur glace canadien. (° 2 novembre 1921).

### XXIesiècle
- 2005 :
  - Jewgeni Grischin, 74 ans, patineur de vitesse russe. Champion olympique du 500 m et du 1 500 m aux Jeux de Cortina d'Ampezzo 1956 et aux Jeux de Squaw Valley 1960. (° 23 mars 1931).
  - Alex Shibicky, 91 ans, hockeyeur sur glace puis entraîneur canadien. (° 19 mai 1914).
- 2007 :
  - Esteban Areta, 75 ans, footballeur puis entraîneur espagnol. (1 sélection en équipe nationale). (° 14 avril 1933).
  - John Fogarty, 78 ans, joueur de rugby à XV australien. (2 sélections en équipe nationale). (° 1927).
- 2012 :
  - Jacqueline Mazéas, 91 ans, athlète du lancer de disque française. Médaillée de bronze aux Jeux de Londres 1948. (° 10 octobre 1920).
  - Brian Thomas, 72 ans, joueur de rugby à XV puis entraîneur gallois. Vainqueur des tournois des Cinq Nations 1964, 1965 et 1966. (21 sélections en équipe nationale). (° 18 mai 1940).
- 2018 :
  - Hans Günter Winkler, 91 ans, cavalier de saut d'obstacles allemand. Champion olympique en individuel et par équipes aux Jeux de Melbourne 1956, champion olympique par équipes aux Jeux de Rome 1960, aux Jeux de Tokyo 1964 et aux Jeux de Munich 1972, médaillé de bronze par équipes aux Jeux de Mexico 1968 et d'argent par équipes aux Jeux de Montréal 1976. Champion du monde de saut d'obstacles en individuel 1955 et 1956. Champion d'Europe de saut en individuel d'obstacles 1957. (° 24 juillet 1926).
- 2023 :
  - Asbjørn Sennels, 44 ans, footballeur danois. (2 sélections en équipe nationale). (° 17 janvier 1979).
  - Luis Suárez Miramontes, 88 ans, footballeur puis entraîneur espagnol. Champion d'Europe de football 1964. Vainqueur des Coupe des clubs champions 1964 et 1965. (32 sélections en équipe nationale). Sélectionneur de l'équipe d'Espagne de 1988 à 1991. (° 2 mai 1935).